# Boxing from St. Nicholas Arena
Boxing from St. Nicholas Arena era un programa de televisión deportivo estadounidense, emitido inicialmente por la cadena NBC desde 1946 hasta 1948, y después en la fenecida cadena DuMont entre 1954 y 1956. La versión de DuMont era presentada por Chris Schenkel.
Este programa, que emitía los encuentros de boxeo desde el St. Nicholas Arena en Nueva York los lunes en la noche, se destacó por ser el último programa en ser emitido por la cadena DuMont. El último programa emitido en cadena ocurrió el 6 de agosto de 1956, a pesar de que seguían emitiéndose algunos programas locales en la señal WABD de Nueva York posterior al fin de la cadena televisiva.
Con pocos recursos, DuMont emitió diversos programas deportivos a lo largo de su historia. El boxeo, las luchas, el básquetbol y el fútbol americano fueron constantes dentro de su programación, incluso durante el horario estelar, dado que su producción era más barata que la de los programas realizados en estudios, y podían llenar grandes bloques de programación. La mayoría de los programas emitidos regularmente por DuMont fueron cancelados el 1 de abril de 1955, y el último programa realizado en estudio, What's the Story, dejó de emitirse en septiembre de 1955, dejando sólo unos pocos eventos deportivos dentro de la programación.
Sin embargo, en agosto de 1956, todos los programas deportivos de DuMont, incluyendo Boxing from St. Nicholas Arena, fueron cancelados.
Unos pocos episodios de la versión de DuMont sobreviven en el Archivo de Cine y Televisión de la Universidad de California en Los Ángeles.